# Brian Michael Bendis
Brian Michael Bendis (nascut el 18 d'agost de 1967) és un escriptor i dibuixant de còmics estatunidenc especialitzat en històries de detectius, nascut a Cleveland, Ohio, el 18 d'agost de 1967.
Començant amb còmics policíacs i de gènere negre, Bendis finalment va començar a fer còmics de superherois convencionals. Mentre estava a Marvel Comics, Bendis va treballar amb Bill Jemas i Mark Millar com a escriptor del primer llibre de l'empremta d'Ultimate Marvel, Ultimate Spider-Man, que va debutar l'any 2000. Va rellançar la franquícia Avengers amb New Avengers el 2004, va escriure les històries de Marvel "Avengers Disassembled" (2004-2005), "Secret War" (2004-2005), " House of M " (2005), " Secret Invasion " (2008), " Siege " (2010) i " Age of Ultron " (2013), i va cocrear els personatges Riri Williams, Miles Morales i Jessica Jones.
Bendis ha guanyat cinc premis Eisner tant pel seu treball del creador com pel seu treball en diversos llibres de Marvel Comics.
Tot i que també s'ha reconegut influït per artistes de còmics com Frank Miller i Alan Moore, les influències d'escriptura de Bendis estan menys arrelades als còmics; i es basen en el treball de David Mamet, Richard Price i Aaron Sorkin, els diàlegs dels quals, va dir Bendis, eren "el millor en qualsevol mitjà".
A més d'escriure còmics, Bendis ha treballat en televisió, videojocs i cinema. També ha impartit cursos sobre novel·les gràfiques a la Universitat d'Oregon ia la Universitat Estatal de Portland. El 2014, Bendis va escriure Words for Pictures: The Art and Business of Writing Comics and Graphic Novels, un llibre sobre còmics publicat per Random House.